# Girls on Film
Girls on Film is een nummer van de Britse new waveband Duran Duran. Het is de derde en laatste single van hun titelloze debuutalbum uit 1981. Op 13 juli van dat jaar werd het nummer eerst in het Verenigd Koninkrijk en Ierland op single uitgebracht. In oktober dat jaar volgden het Europese vasteland, Australië, Nieuw-Zeeland, de VS, Canada, Zuid-Afrika, Zimbabwe en Colombia. In 1998 werd het nummer ook op cd-single uitgebracht.

## Achtergrond
De plaat werd uitsluitend een hit in Portugal, Zweden en het Engelse taalgebied. In huisland het Verenigd Koninkrijk werd de 5e positie in de UK Singles Chart behaald. In Ierland werd de 16e positie bereikt, in Nieuw-Zeeland de 4e, Australië de 11e, Zweden de 15e en in Portugal zelfs de nummer 1-positie.
In Nederland werd de plaat in de herfst van 1981 regelmatig gedraaid op Hilversum 3,  maar bereikte desondanks de destijds drie landelijke  hitlijsten op de nationale publieke popzender (de Nederlandse Top 40, Nationale Hitparade en de TROS Top 50) niet. De plaat bleef steken op een 17e positie in de Tipparade en op een 30e positie in de "Bubbling Under" van de Nationale Hitparade. Ook in de Europese hitlijst op Hilversum 3, de TROS Europarade, werd géén notering behaald.
In België wist de plaat met een 30e positie nog net de voorloper van de Vlaamse Ultratop 50 te bereiken. In de Vlaamse Radio 2 Top 30 en in Wallonië werd géén notering behaald.
In 1998 werd het nummer opnieuw uitgebracht, nu op cd-single met remixes van Salt Tank, Tall Paul en Attica Blues.